# Кишш, Тамаш (футболист)
Тамаш Кишш (венг. Kiss Tamás; 24 ноября 2000, Дьёр, Венгрия) — венгерский футболист, полузащитник кипрского клуба «Анортосис».

## Клубная карьера
Кишш — воспитанник клуба «Халадаш». 10 декабря 2016 года в матче против «Видеотона» он дебютировал в чемпионате Венгрии, в возрасте 16 лет. 14 октября 2017 года в поединке против «Гонведа» Тамаш забил свой первый гол за «Халадаш». Летом 2018 года Кишш перешёл в клуб «Академия Пушкаша». 21 июля в матче против «Дебрецена» он дебютировал за новую команду. 4 августа в поединке против МТК Тамаш забил свой первый гол за «Академию Пушкаша». В августе 2021 года перешёл на правах аренды в нидерландский «Камбюр».

## Международная карьера
В 2017 году Кишш в составе юношеской сборной Венгрии принял участие в юношеском чемпионате Европы в Хорватии. На турнире он сыграл в матчах против команд Фарерских островов, Турции и дважды Франции.